# Matías Bize

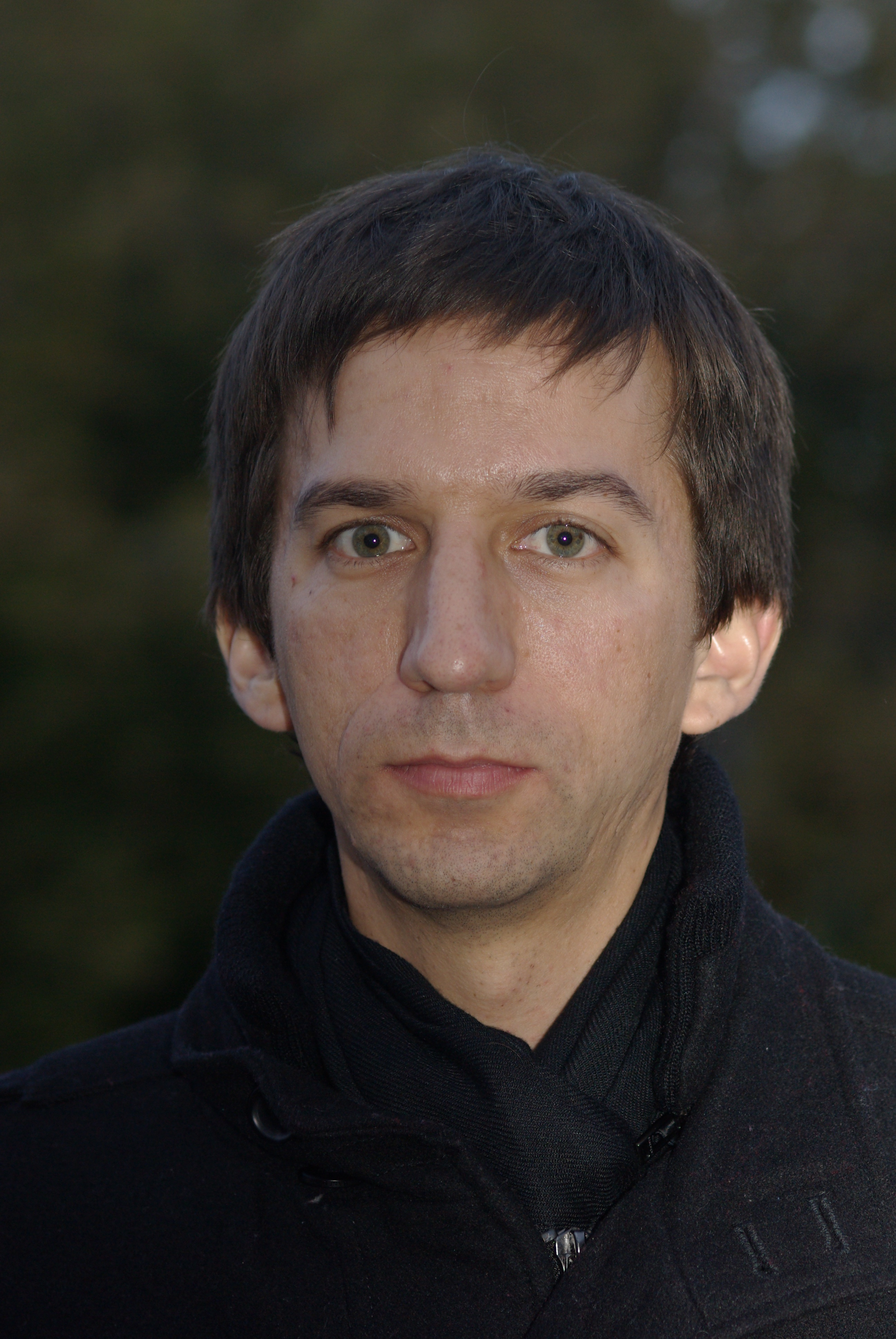
Matías Bize (2012)

Matías Bize (* 9. August 1979 in Santiago de Chile) ist ein chilenischer Drehbuchautor und Filmregisseur.

## Biografie
Bize studierte an der „Escuela de cine de Chile“ mit Schwerpunkt Drehbuch und Regie. International bekannt wurde er mit seinem ersten Spielfilm Sábado – Das Hochzeitstape. Für dieses „Echtzeit-Video“ gewann er auf dem 52. Filmfestival Mannheim-Heidelberg den Rainer-Werner-Fassbinder-Preis.
Bize zählt als einer der Protagonisten zu einer jungen Bewegung im lateinamerikanischen Kino. Wegen der schlechten wirtschaftlichen Situation der chilenischen Filmproduktion realisiert er seine Projekte mit einfachen Mitteln. Die Handlung seines zweiten Films En la cama (dt. Im Bett) entwickelt sich mit nur zwei Darstellern in einem einzigen Raum. Der Film gewann 2005 den Hauptpreis des Filmfestivals Seminci.
Bizes dritter Spielfilm Lo bueno de llorar wurde 2006 erstmals veröffentlicht, erschien bisher aber noch nicht in deutschsprachigen Ländern. Der Film wurde beim Valdivia International Film Festival ausgezeichnet.
Der vierte und bisher letzte Film des Regisseurs war La vida de los peces (2010). In Deutschland wurde er am 11. November 2010 beim Internationalen Filmfestival Mannheim-Heidelberg und bereits am 18. Dezember 2010 im Fernsehen unter dem Titel Fremd wie ein Fisch bei arte gezeigt.

## Filmografie
- 1999: Carla y Max (Kurzfilm)
- 2000: La gente está esperando (Kurzfilm)
- 2003: Sábado – Das Hochzeitstape (Sábado, una película en tiempo real)
- 2005: Juego de verano (Gemeinschaftsarbeit mit Fernanda Aljaro, Nane González und Andrea Wassaff)
- 2005: Im Bett (En la cama)
- 2005: Llamando (Kurzfilm)
- 2005: Llamando ficción (Kurzfilm)
- 2006: Lo bueno de llorar
- 2010: La vida de los peces
- 2015: The Memory of Water